# Bago-Region
Koordinaten: 18° 28′ N, 96° 9′ O
Die Bago-Region (birmanisch ပဲခူးတိုင်းဒေသကြီး, BGN/PCGN: pèkudaingdethagyi; auch Pegu, Paigu; bis 2008 Bago-Division) ist eine der 15 Verwaltungseinheiten des Staates Myanmar. 
Von allen Regionen und Staaten Myanmars verfügt die Bago-Region über die meisten Grenzen im Binnenland: im Nordwesten grenzt sie an die Magwe-Region, im Norden ans Unionsterritorium Naypyidaw (vormals Teil der Mandalay-Region), im Süden an die Yangon- und im Südwesten an die Irawadi-Region. Im Osten verläuft ihre längste Grenze zum Kayin-Staat, im Südosten teilt die Bago-Region einen kleinen Grenzstreifen mit dem Mon-Staat und berührt schließlich im Westen noch den Arakan (Rakhine)-Staat. Das Land wird fast zur Hälfte vom Delta des Irawadi bedeckt. 
Die Bago-Region belegt eine Fläche von 39.404 km². Nach der Sagaing-Region ist sie damit die zweitgrößte Region Birmas, und unter allen Staaten und Regionen belegt sie den vierten Rang.
Anfang 2005 betrug die Bevölkerung nach offiziellen Angaben 5.555.000; gemäß Zensus 2014 beläuft sich die Bevölkerung auf 4.867.373 Personen, der Anteil der ruralen Bevölkerung beträgt 78 %. Die größte Stadt ist die gleichnamige Hauptstadt Bago. Die Region gliedert sich in vier Distrikte: Bago, Toungoo, Pyay und Thayawady.
Die Division umfasste 1891 fünf Distrikte: die Stadt Rangun, Hanthawadi (früher auch Rangun) genannt, Bago, Tharawadi und Prome. Die Fläche betrug 24.084 km². 
Die Bewohner sind überwiegend Mon (von den Birmanen Talaing genannt). 